# Aktion Kinder des Holocaust
Die Aktion Kinder des Holocaust (AKdH) mit Sitz in Basel ist ein Schweizer Verein (nach Art. 60 ff. ZGB) von Nachkommen Überlebender der nationalsozialistischen Judenverfolgung und des antifaschistischen Widerstands sowie deren Angehörigen und Freunden. Sie bezeichnet sich selbst als «Vereinigung gegen Antisemitismus, Rassismus und politischen Extremismus».

## Aufgaben und Ziele
- Beschaffung und Auswertung von Daten und Informationen über antisemitische, rassistische und extremistische Ereignisse und Entwicklungen im gesellschaftspolitischen Umfeld.
- Aufklärung und Information der Öffentlichkeit über Antisemitismus, Rassismus und politischen Extremismus sowie über Ausländerfeindlichkeit und Fremdenhass.
- Initiierung und Durchführung von Aktionen und Projekten zur Aufklärung und Bekämpfung von Antisemitismus, Rassismus und politischem Extremismus.[2]

## Mitgliedschaft
Mitglied kann grundsätzlich jede natürliche oder juristische Person werden, welche die Ziele der AKdH teilt; über deren Aufnahme entscheidet (abschliessend) der Vereinsvorstand.

## Projekte
Die AKdH-Projekte haben ihren Fokus im Bereich der Rechtsextremismus-Prävention und -Aufklärung. Je nach Projekt koordiniert die AKdH unterschiedlichste Fachleute. Im Patronatskomitee der AKdH vertreten sind etwa das deutsche Auschwitz-Komitee, die Schriftsteller Peter Bichsel und Mariella Mehr, der Historiker Heiko Haumann, die jüdischen Persönlichkeiten François Loeb und Uri Avnery.
In Zusammenarbeit mit verschiedenen Organisationen (INACH.net) und Behörden – in Deutschland Jugendschutz.net – geht die AKdH in bestimmten Fällen auch gegen rechtsextreme Propaganda im Internet vor. Derartige Websites können auch auf den AKdH-Seiten gemeldet werden.
Das von der AKDH entwickelte Internet-Streetworking fand in Fachkreisen Beachtung. Es wurde etwa an der OSZE-Konferenz in Paris vom 16. und 17. Juni 2004 einem breiteren Publikum vorgestellt.
Aktuell ist die AKdH Partnerin des interdisziplinären Forschungsprojektes VIOLENCE – Jugend und Gewalt im Zusammenhang mit sozioökologischen Strukturen der Universität Basel. Sie ist auch am Forschungsprojekt NFP40+ der Universität Basel mitbeteiligt.
Das von der AKdH entwickelte Projekt Internet Streetworking wurde bis 2005 von der Fachstelle für Rassismusbekämpfung mit 80.000 Franken unterstützt. Zurzeit wird es von einer Stiftung und dem Schweizerisch Israelitischen Gemeindebund (SIG) getragen.